# Pashupata
Pashupata (sanskrit IAST: Pāśupata) est dans l'hindouisme un courant du shivaïsme dont les fidèles adorent le dieu Shiva sous la forme du « Maître du troupeau » (Pashupati). L'existence des pashupata remonterait au moins au IIIe siècle av. J.-C.. Au IIe siècle, certains se réclament de Lakulisha. Ce courant a connu son apogée au Xe siècle en Inde du Sud et a influencé d'autres sectes au cours des siècles. Disparu à la fin du Moyen Âge, ses fidèles se donnaient à la méditation, à la récitation de mantra et se couvraient de cendres. Il suivaient une ligne proche du bhakti yoga. Leur but était bien sûr la libération: le moksha.
Pāśupata est aussi le nom de l'arme avec laquelle Shiva tranche la cinquième tête de Brahmā. Dans le Mahābhārata, Shiva remet l'arme à Arjuna après qu'il l'eut vaincu.